# 史文彬
史文彬（1887年11月—1942年），山东青城人。号志卿，又名志青，化名史志清、石志清，中国共产党早期人物。

## 生平
8岁時，黄河夏季泛滥，家中田地房屋遭淹，举家迁至济南，以亲友资助並开杂货铺營生。12岁，因受欺诈遭官司，家道貧困，雙親相继去世。1896年，史文彬入济南公益学校半工半读。1907年，入济南铁工厂做工。1912年入长辛店铁路机厂做工。1919年五四运动中，组织本厂工人罢工，后被选为长辛店各界救国联合会委员。1921年1月起，任共产党早期组织在长辛店铁路机厂创办的劳动补习学校校务委员。5月起，任长辛店铁路工人会委员，参加组织长辛店工人举行纪念五一节游行大会，同年8月至1923年3月，任中国劳动组合书记部北方分部领导成员。1921年秋加入中国共产党。10月起，任长辛店铁路机厂工人俱乐部委员长。1922年至1923年2月，史文彬任长辛店铁路机厂中共支部书记，参与领导长辛店铁路工人罢工。1923年2月，当选为京汉铁路总工会副委员长，同月被北洋军阀逮捕。1924年11月，经党组织营救出狱。
史文彬在1925年2月至1926年2月間任中华全国铁路总工会第二届执行委员会副委员长，同月再次当选为京汉铁路总工会副委员长。1925年春至4月，任中共保定支部书记，不久遭告密再次被捕，后经张家口工会保释出狱，至广东从事工运。1926年夏，任河南国民军第三军铁道大队领导工作。中华全国铁路工人第四次代表大会在1927年2月的汉口召开時，作为保定代表参加，成為大会主席团成员。1927年夏，就任武汉国民政府劳工部副司长。
1928年，史文彬至上海，负责中央交通和全国总工会工作。同年4月起，任中共江苏省委员会兼上海市委员会职工运动委员会主任，7月起，任中国共产主义青年团湘赣边界特别委员会书记。1928年7月至1931年7月，当选为中共第六届中央委员会候补委员。1929年1月至4月，任中共河南省委书记。4月至11月，任共青团九江县委书记，12月起，任中华全国总工会执行委员会委员；后回上海继续从事地下交通工作。1931年7月因反对王明，遭撤销中央候补委员职务、开除党籍，便离开上海回到家鄉山東。1941年，与当地八路军取得联系。1942年冬，於赴中共山东清河区委驻地途中逝世。